# Hemorragia gastrointestinal
La hemorragia gastrointestinal o hemorragia digestiva es una forma de hemorragia en el tracto gastrointestinal que puede originarse en el esófago, estómago, duodeno, intestino delgado, colon y recto. Se manifiesta por vómitos que contienen sangre de color rojo o negro (hematemesis), expulsión de sangre de color rojo a través de las heces (rectorragia), o heces negras (melenas).
Los síntomas son variables dependiendo del volumen de sangre perdido, las hemorragias graves causan palidez de piel, dificultad respiratoria y desmayos. Las pequeñas hemorragias continuadas pueden causar anemia ferropénica y cansancio. En ocasiones los síntomas son leves o pasan desapercibidos.

## Epidemiología
La hemorragia gastrointestinal superior es más frecuente que la inferior. La incidencia de hemorragia gastrointestinal superior es entre 50 y 150 casos por cada 100 000 adultos y año. La incidencia de hemorragia gastrointestinal inferior es entre 20 y 30 casos por cada 100 000 adultos y año. En Estados Unidos alrededor de 300 000 personas ingresan en un hospital en el transcurso de un año por hemorragia gastrointestinal. El riesgo de muerte oscila entre el 5 y el 30%. El riesgo de presentar hemorragia gastrointestinal es mayor en varones y aumenta con la edad.

## Clasificación
Generalmente, los casos se dividen en dos tipos principales: hemorragia gastrointestinal superior y hemorragia gastrointestinal inferior.
- Las principales causas de hemorragia gastrointestinal superior son: 
  - Úlcera péptica
  - Varices esofágicas.[6]

- Las principales causas de hemorragia gastrointestinal inferior son: 
  - Hemorroides
  - Cáncer de colon y recto.
  - Enfermedad inflamatoria intestinal.[3]

## Diagnóstico
El diagnóstico se realiza con una historia clínica, exploración física, estudio de sangre oculta en heces y gastroscopia o colonoscopia para determinar la localización del punto sangrante.

## Tratamiento
El tratamiento inicial depende de la intensidad de la hemorragia y de la causa que la provoca. En hemorragias graves es necesaria la administración de fluidos intravenosos y transfusiones de sangre. Normalmente, no se recomiendan las transfusiones de sangre si la concentración de hemoglobina es mayor de 70 u 80 g/L. Se puede considerar el tratamiento con inhibidores de la bomba de protones, octreótido y antibióticos en ciertos casos. Si otras medidas no son eficaces, se emplea un globo esofágico para cortar la hemorragia en pacientes afectos de varices de esófago.